# David and Lisa
David and Lisa é um filme estadunidense de 1962, do gênero drama, dirigido por Frank Perry e estrelado por Keir Dullea e Janet Margolin.

## Produção
Um dos luminares do novo cinema independente dos EUA, David and Lisa marcou a estreia de Frank Perry na direção. Feito com um orçamento muito baixo -- em torno de 200 milhares de dólares --, não demorou a render cinco vezes mais, quebrando um tabu que seria depois seguido por vários outros filmes feitos nas mesmas condições. O visual despojado e o interesse por pessoas relegadas à margem da sociedade revelam a influência da nouvelle vague no cinema norte-americano da década de 1960.
O roteiro de Eleanor Perry (esposa do diretor na época), baseado no livro do psicanalista Theodore Isaac Rubin, trata do romance improvável de dois adolescentes com distúrbios mentais. O jargão técnico foi reduzido ao mínimo, porém os problemas da dupla tornaram-se datados poucos anos depois, com o avanço dos estudos psicanalísticos.
David and Lisa deu ao casal Perry as únicas indicações ao Oscar de suas carreiras. Por outro lado, o filme também proporcionou à dupla Keir Dullea e Janet Margolin as melhores atuações de suas vidas.
O filme foi refeito para a televisão em 1998, com Lukas Haas e Brittany Murphy nos papéis principais e Sidney Poitier como um profissional que ajuda David a lidar com seus traumas.

## Sinopse
Em uma clínica psiquiátrica encontram-se internados, entre outros, os jovens David e Lisa. David tem pavor ser tocado e Lisa, quando fala, só o faz em versos. Os dois se envolvem emocionalmente e David se torna mais acessível, porém sua mãe, dominadora, leva-o de volta para casa. David foge para reencontrar-se com Lisa.

## Premiações
| Patrocinador                                  | Prêmio            | Categoria | Situação                      |
| --------------------------------------------- | ----------------- | --- | ----------------------------- |
| Academia de Artes e Ciências Cinematográficas | Oscar             | Melhor Diretor Melhor Roteiro Adaptado | Indicado                      |
| BAFTA                                         | BAFTA Film Award  | Melhor Filme de Qualquer Fonte Melhor Ator Estrangeiro (Howard Da Silva) Melhor Ator Estreante (Keir Dullea) Melhor Atriz Estreante (Janet Margolin) | Indicado                      |
| Hollywood Foreign Press Association           | HFPA Award        | Novo Astro do Ano (Keir Dullea) Nova Estrela do Ano (Janet Margolin)                                                                                 | Vencedor Indicado             |
| Festival de Cinema de São Francisco           | Golden Gate Award | Melhor Ator (Keir Dullea) Melhor Atriz (Janet Margolin)                                                                                              | Vencedor                      |
| Festival de Veneza                            |                   | Melhor Estreia (Frank Perry) | Vencedor (fora da competição) |

## Elenco
| Ator/Atriz        | Personagem           |
| ----------------- | -------------------- |
| Keir Dullea       | David Clemens        |
| Janet Margolin    | Lisa Brandt          |
| Howard Da Silva   | Doutor Alan Swinford |
| Neva Patterson    | Senhora Clemens      |
| Clifton James     | John                 |
| Richard McMurray  | Stewart Clemens      |
| Nancy Nutter      | Maureen              |
| Matthew Anden     | Simon                |
| Jaime Sanchez     | Carlos               |
| Coni Hudak        | Kate                 |
| Karen Lynn Gorney | Josette              |
| Janet Lee Parker  | Sandra               |